# Discocalyx brassii
Discocalyx brassii är en viveväxtart som beskrevs av Herman Otto Sleumer. Discocalyx brassii ingår i släktet Discocalyx och familjen viveväxter. Inga underarter finns listade i Catalogue of Life.